# Filmwerkstatt Münster

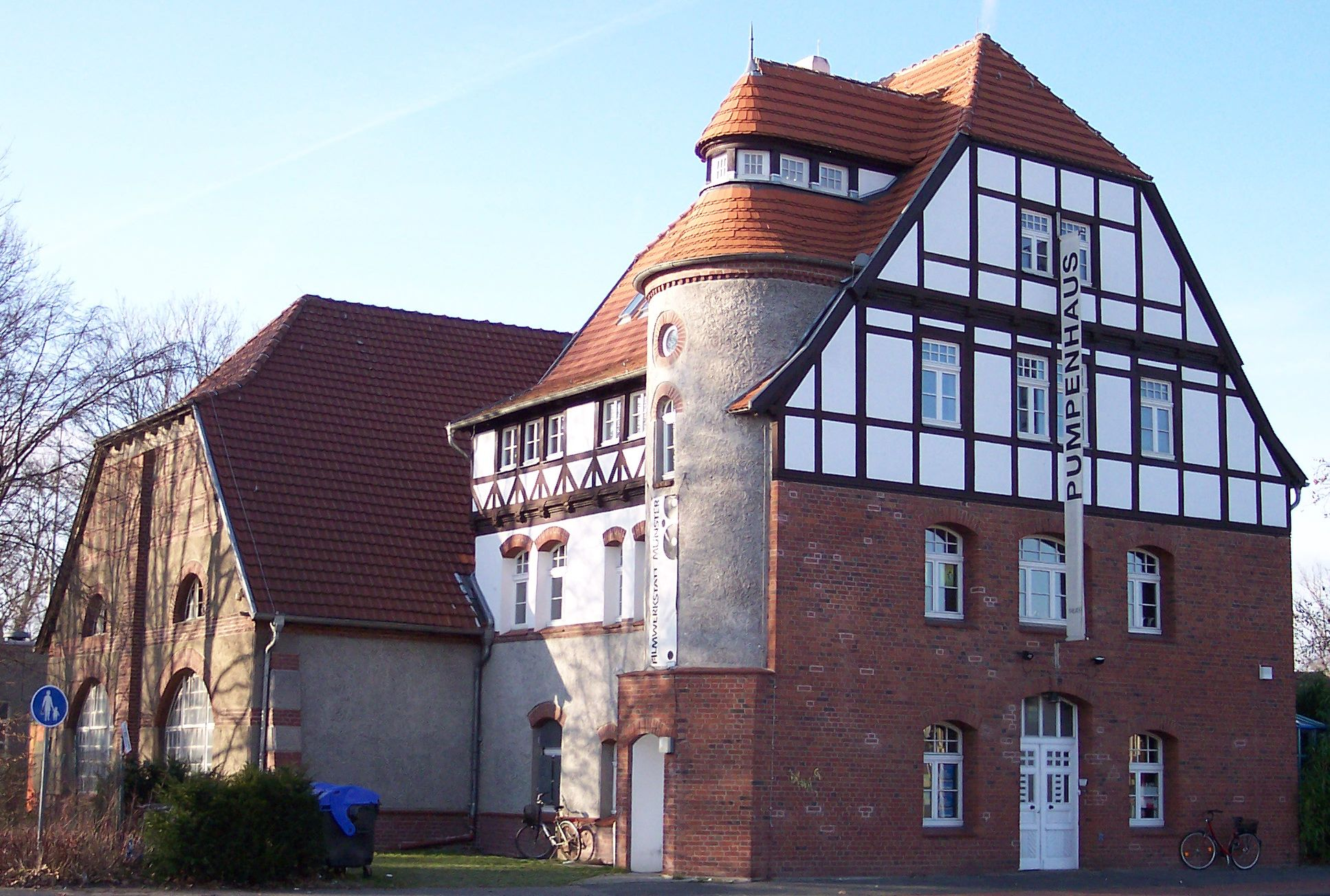
Filmwerkstatt Münster

Die Filmwerkstatt Münster verfolgt seit der Gründung 1981 laut Satzung das Ziel, den kulturellen Film in der Region zu stärken, und sieht sich als regionales Zentrum für den Film in Münster und darüber hinaus.
Die Filmwerkstatt produziert Filme, bietet Seminare zum Thema Film an, veranstaltet das Filmfestival Münster, betreibt den Filmclub Münster und ist in der Medienarbeit tätig. Als Partner im Medienkompetenz-Netzwerk „mekomnet“ kooperiert sie mit anderen Medienanbietern. Zu finden ist die Filmwerkstatt im Obergeschoss des „Pumpenhauses“ an der Gartenstraße.
Als Nachfolger von Winfried Bettmer wurde die Werkstatt von 2020 bis 2025 vom Journalisten und Filmemacher Daniel Huhn geleitet. Ab Februar 2025 übernahm das Leitungsduo mit Steffi Köhler und Anna Schlottbohm gemeinsam die Aufgaben um das Filmfestival, die Werkstatt, Filmförderungsprojekte und weitere Sonderprojekte.
Die Filmwerkstatt Münster wird mit Mitteln der Stadt Münster und des Landes Nordrhein-Westfalen gefördert.